# Пауль, Фрэнк Рудольф
Фрэнк Рудольф Пауль (англ. Frank Rudolph Paul, 18 апреля 1884 — 29 июня 1963) — австрийский и американский художник, один из первых иллюстраторов, специализировавшихся в области научной фантастики, заслуживший неформальный титул «Отец фантастической иллюстрации».
Работы Пауля отличают тщательность графики и повышенное внимание к изображению техники, сооружений и разнообразных устройств; с изображением людей у него были гораздо большие проблемы — однако этот недостаток был свойственен почти всей журнальной фантастике того времени.

## Биография
Фрэнк Р. Пауль родился 18 апреля 1884 года в Вене, Австрия. Учился живописи, архитектуре и технической графике на родине, а также в Париже и Лондоне. После переезда в США работал карикатуристом в «The New Jersey Journal» (Нью-Джерси).
В 1914 году он познакомился с Хьюго Гернсбеком, редактором и издателем ряда научно-популярных журналов, который пригласил его заняться иллюстрированием материалов для его изданий. В течение десяти лет Пауль был одним из основных иллюстраторов журнала «Electrical Experimenter», а затем «Science and Invention» — для которых, впрочем, делал только внутренние иллюстрации.
С 1926 года Гернсбек начал выпускать первый в мире журнал научной фантастики «Amazing Stories», для которого Пауль делал уже не только внутренние иллюстрации, но и цветные обложки. До тех пор, пока журнал принадлежал Гернсбеку, Пауль был единственным автором обложек, многие из которых стали настоящей классикой фантастической иллюстрации. После того, как «Amazing» сменил владельца, Гернсбек и Пауль переключились на новые проекты — «Air Wonder Stories», «Science Wonder Stories» и другие — вплоть до конца 1940-х годов, когда Гернсбек вынужден был окончательно уйти из издательского бизнеса.
Всего за годы сотрудничества с Гернсбеком Пауль сделал для него около 150 обложек; он также работал для нескольких других изданий — «Fantastic Adventures», «Science Fiction», «Planet Stories» и некоторых других.
Во время Второй мировой войны Фрэнк Р. Пауль работал чертежником на верфях во Флориде и Калифорнии.
В 1950-х годах он продолжал сотрудничать с Гернсбеком и другими издателями, хотя его манера в те времена считалась уже слишком архаичной.
Фрэнк Р. Пауль скончался 29 июня 1963 года в городе Тинек, штат Нью-Джерси.
- Иллюстрации
- Обложка журнала «Научные удивительные истории» 1929 год
- Обложка журнала «Научная фантастика» 1939 года
- Обложка журнала «Жизнь на Уране» 1940 год
- Обложка журнала «Научная фантастика о спутниках» 1957 год